# Aulonemia amplissima
Aulonemia amplissima är en gräsart som först beskrevs av Christian Gottfried Daniel Nees von Esenbeck, och fick sitt nu gällande namn av Mcclure. Aulonemia amplissima ingår i släktet Aulonemia och familjen gräs. Inga underarter finns listade i Catalogue of Life.